# Tommy Caldwell
Tommy Caldwell (* 24. srpna 1978 Estes Park, Colorado) je americký horolezec známý především jako sportovní lezec, lezec po vlastním jištění, rychlostní bigwallový lezec a lezec bez jištění. Jako první přelezl několik cest na horu El Capitan v Yosemitském národním parku.
Jako první přelezl několik nejtěžších sportovních cest ve Spojených státech amerických, například Kryptonite obtížnosti 5.14c/d (8c+/9a) a Flex Luthor za 5.15a (9a+) ve Fortress of Solitude v Coloradu. V lednu roku 2015 spolu s Kevinem Jorgesonem dokončili první volný přelez cesty Dawn Wall na stěně El Captain. V té době byl jejich devatenáctidenní výstup některými považován za nejtěžší úspěšný skalní výstup v historii.
V roce 2015 ho časopis National Geographic označil jako "pravděpodobně nejlepšího všestranného horolezce na světě".

## Osobní život a vzdělání
Vyrůstal v Lovelandu v Coloradu. Jeho otec Mike Caldwell, bývalý učitel, profesionální kulturista, horský vůdce a lezec ho v dětství přivedl k lezení. Jeho matka Terry byla také horská vůdkyně a tak celá rodina, včetně Caldwellovy sestry, podnikala každoroční výlety do Yosemitského národního parku, ve kterém si lezení zamiloval.

### Zajetí v Kyrgyzstánu
Caldwell a jeho spolulezci Beth Rodden, John Dickey a Jason Smith byli v srpnu roku 2000 po dobu 6 dnů drženi jako rukojmí rebely v Kyrgyzstánu. Caldwellovi se podařilo shodit Ravshana Sharipova, jednoho z jejich věznitelů, z útesu, díky čemuž se jim podařilo uprchnout k vládním vojákům. Jejich zážitek je popsán v knize Grega Childa Over the Edge: The True Story of Four American Climbers' Kidnap and Escape in the Mountains of Central Asia a také v článku Back from the Edge publikovaném o rok později v časopise Outside.

### Ztráta ukazováčku
V roce 2001 si při práci s pilou uřízl velkou část levého ukazováčku. Doktorům se podařilo prst přišít, ale poškozenou část ukazováčku si později nechal odstranit, protože lékaři ho ujistili, že ukazováček nebude tak citlivý, aby ho mohl používat při lezení.